# Joannes Maria Valenzano
 (mars 2015).
Si vous disposez d'ouvrages ou d'articles de référence ou si vous connaissez des sites web de qualité traitant du thème abordé ici, merci de compléter l'article en donnant les références utiles à sa vérifiabilité et en les liant à la section « Notes et références ».
Joannes Maria Valenzano (né à Asti vers 1750 et mort à Rome vers 1830), est un luthier italien, fabricant de violons, de guitares et d'instruments à clavier de toutes sortes,.

## Biographie
Au cours de sa carrière, Valenzano aurait travaillé dans trois pays différents. Un décompte abrégé de ses voyages retracerait ses origines en Italie, suivies de seize années passées en Espagne à partir de 1797, deux années en France de 1813 à 1815, une décennie à Trieste, et enfin à Rome en 1825, où il mourut vers 1830,.

## Lutherie
Les tendances nomades de Valenzano et ses vastes activités professionnelles ont fait de lui une figure difficile à cerner pour les experts. Le style de son travail fut aussi varié que son histoire personnelle. Son savoir-faire fut néanmoins habile, et ses instruments sont, encore aujourd'hui, réputés pour leurs qualités tonales,.